# Festuca brachyphylla
Festuca brachyphylla (Костриця коротколиста) — вид трав'янистих рослин родини тонконогові (Poaceae). Поширений в арктичних і гірських областях Північної Америки, Азії та Європи. Етимологія: грец. βραχυϛ — «короткий», грец. φυλλον — «листя».

## Опис
Це багаторічні трав'янисті рослини, які формують маленькі, щільні купини. Стебла в Арктиці до 15 см, у Китаї — (5)8–30(55) см, прямостійні, голі, зазвичай шорсткі трохи нижче суцвіття. Пазухи листя голі. Основи стебел оточені від блідо-коричневого до жовтувато-білого кольору пазухами листя минулих років. Листя зелене або часто пурпурне. Листові пластини (1.5)2–10(20) см × 0.5–0.8 мм. Лігули дуже короткі, менше 1.0 мм.
Одиниці суцвіття Poaceae — колоски, майже завжди численні в волотях або колосовидих суцвіттях. Колоски складаються з 2-х лусок (приквітки для колоска) і одної або кількох квіток. Квітки містять леми (нижні квіткові луски) і верхні квіткові луски.
Суцвіття — колосовиді відкриті вузькі волоті, 1.5–4(5.5) см завдовжки, гілки суцвіть 0.2–1.5 см, дуже шорсткі. Колоски 4–8 мм, як правило, коричневі або коричнево-фіолетові, іноді зеленуваті, з 2–6 квітками. Колоскові луски гладкі й блискучі, краї голі, вершини гострі або тупуваті: нижня луска вузько ланцетна, (1.2)1.5–2.5(3.3) мм, верхня луска довгаста, (2.4)3–4.5 мм. Леми 3–4.5(5.2) мм, шершаві. Ості 0.8–1.5 мм, дуже шорсткі. Верхні квіткові луски шорсткі. Пиляки (0.5)0.7–1.1(1.3) мм завдовжки. Плоди — однонасінні сім'янки. 2n= 42 (6x).

## Відтворення
Статеве розмноження насінням, немає вегетативного розмноження. Вітрозапильний вид. Шорсткі остюки можуть прикріпитися до птахів і тварин, а також дещо полегшити поширення під дією вітру.

## Поширення
Цей панарктичний тундровий вид (Канада, Аляска, Ґренландія, Шпіцберген — Норвегія, арктична Росія), який досягає на півдні центральноазійських гір (Китай, Тарбагатай — Казахстан, Киргизстан, Таджикистан, Монголія), гір Канади й США.
Населяє у горах: альпійські луки, гірські схили, ліси, чагарники, щебенисті місця; у панарктиці: галькові рівнини й верескові схили з відкритими ділянками.

## Галерея

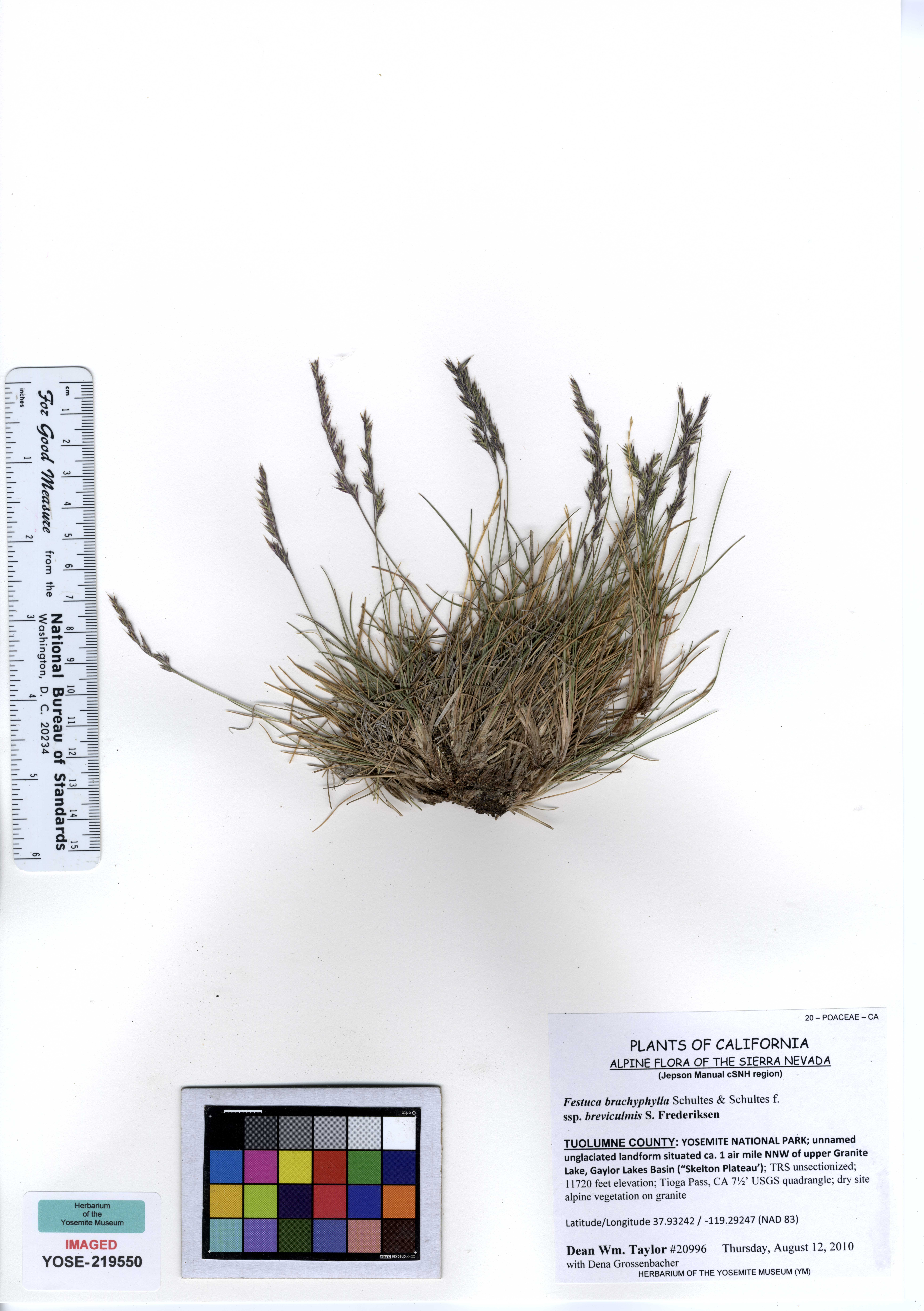